# Bogorodsk
Bogorodsk (ros. Богоро́дск) – miasto w Rosji, w obwodzie niżnonowogrozskim. W 2010 roku liczyło 35 499 mieszkańców.